# Jacqueline Verots
Jacqueline Verots (Clermont-Ferrand, 12 marzo 1942 – Castelnau-le-Lez, 31 agosto 2005) è stata una cestista francese.

## Carriera
Con la Francia ha disputato i Campionati del mondo del 1964 e tre edizioni dei Campionati europei (1962, 1964, 1966).